# ويليام ر. فينش
ويليام ر. فينش (بالإنجليزية: William R. Finch)‏ هو دبلوماسي أمريكي، ولد في 14 ديسمبر 1847، وتوفي في 9 أغسطس 1913.